# Мельник, Вадим Александрович
Вадим Александрович Мельник (16 марта 1937 — 10 апреля 2017) — российский миколог, доктор биологических наук (1986), специалист по несовершенным грибам — гифомицетам и целомицетам.

## Биография
Родился в 1937 году в Даугавпилсе. Учился в Ленинградской лесотехнической академии, окончил её в 1960 году по специальности инженера лесного хозяйства.
С 1962 года — аспирант на кафедре низших растений Ботанического института в Ленинграде. В 1966 году защитил диссертацию кандидата наук по теме «Несовершенные грибы еловых, берёзовых и осиновых лесов центральной части Ленинградской области».
В 1977 году напечатал «Определитель грибов рода Ascochyta», в 2000 году переведённый на английский язык. В 1981 году защитил диссертацию доктора биологических наук под названием «Целомицеты СССР», в которой обобщил результаты многолетних исследований.
В соавторстве с Уве Брауном В. А. Мельник в 1997 году опубликовал монографию Cercosporoid fungi of Russia and adjacent countries. В 1994 году участвовал в Международном микологическом конгрессе в Ванкувере.
Работал в редакции журналов «Микология и фитопатология», а также Mycologia Balcanica, Mycosphere, Fungal Diversity. Ответственный редактор многотомника «Определитель грибов России».

## Некоторые научные работы
- Мельник В. А. Определитель грибов рода Ascochyta Lib.. — Л., 1977. — 246 с.
- Мельник В. А. Целомицеты СССР. — Л., 1986. — 440 с.
- Мельник В. А., Попушой И. С. Несовершенные грибы на древесных и кустарниковых породах. — Кишинёв, 1992. — 368 с.
- Braun U., Melnik V. A. Cercosporoid fungi from Russia and adjacent countries. — St. Petersburg, 1997. — 112 p.

## Роды и некоторые виды грибов, названные именем В. А. Мельника
- Melnikia Wijayaw. et al., 2016
- Melnikomyces Crous & U.Braun, 2014
- Anthostomella melnikii Lar.N.Vassiljeva, 1990 — Spirodecospora melnikii (Lar.N.Vassiljeva) K.D.Hyde & Melnik, 2003
- Camarosporidiella melnikii Wanas. et al., 2017
- Cytospora melnikii Norphanphoun et al., 2017